# Union bancaire pour le commerce et l'industrie
L'Union bancaire pour le commerce et l'industrie (arabe : الاتحاد البنكي للتجارة والصناعة) ou UBCI est une banque commerciale tunisienne fondée en 1961.

## Historique
L'UBCI est fondée en 1961 à la suite de la fusion du réseau d'agences de l'Union financière et technique de Tunisie, filiale de droit tunisien de la Banque nationale pour le commerce et l'industrie, et de cette dernière, soit sept agences au total : Tunis-Mokhtar-Attia et Es-Sadikia, Bizerte, Grombalia, Mateur, Sfax et Sousse. En 1969, le réseau de la Banque d'escompte et de crédit à l'industrie en Tunisie – repreneuse des agences tunisiennes du Comptoir national d'escompte de Paris en 1963 – complète le réseau de l'UBCI.
Détenant plus de 50 % du capital, BNP Paribas lui apporte alors son savoir-faire dans le métier de la banque, dans les nouvelles technologies de l'information ainsi que l'appui de son réseau international réparti sur 85 pays à travers le monde.
L'effectif passe de 813 employés à 1 232 employés fin 2014, alors que le nombre de ses agences atteint 111. En 2018, la banque annonce un résultat net de 47,75 millions de dinars tunisiens.
En 2019, BNP Paribas annonce ouvrir une réflexion stratégique sur sa participation au capital de l'UBCI, ce qui conduit à la cession de 39 % du capital au profit du groupe Carte. À l'occasion de son soixantième anniversaire en 2021, la banque révèle une nouvelle identité visuelle. Son réseau compte alors 103 agences.

## Domaines d'activité
L'UBCI a développé toute une gamme de produits et services pour ses clients particuliers afin de couvrir leurs besoins quotidiens, leurs financements de projets, la gestion de leur épargne et la gestion de leur patrimoine via sa banque privée, la couverture financière des familles en cas d'accident ou de décès et la préparation de leur retraite.
Elle occupe également une place prépondérante dans le domaine du financement des nouvelles technologies.
En outre, elle offre un ensemble de prestations à ses clients professionnels, dans les domaines des activités de marché, de banque d'affaires, de commerce international et d'ingénierie financière.

## Actionnaires
Au 31 décembre 2019, les principaux actionnaires de l'UBCI sont les suivants :
- Actionnaires privés tunisiens : 78,73 %
  - Groupe Carte : 39 %[8]
  - Groupe Tamarziste : 12,89 %
  - Groupe Sellami : 8,75 %
  - Groupe Bouricha : 5,09 %
  - Groupe Mohamed Riahi : 4,96 %
  - Héritiers de Sadok Ben Sedrine : 4,48 %
  - Saâd Haj Khelifa : 2,09%
  - Famille Bouaouadjaa : 1,37%
- BNP Paribas : 11,09 %

## Indicateurs d'activité
Les indicateurs d'activité, établis au 31 décembre 2014, font ressortir un produit net bancaire de 150 millions de dinars, des encours de crédits à la clientèle de 2,29 milliards de dinars et des dépôts de la clientèle de 2,02 milliards de dinars.

## Filiales et participations
L'UBCI compte quatre filiales spécialisées :
- UBCI Bourse
- Union tunisienne de participation – SICAF
- Global Invest SICAR
- UBCI Capital Développement

## Direction
En juin 2016, Fethi Mestiri remplace Abderrazak Zouari à la présidence du conseil d'administration de l'UBCI, dont la direction générale est assurée par Pierre Bérégovoy.
En août 2021, Hassine Doghri remplace Mestiri alors que Mohamed Koubâa remplace Bérégovoy.